# ホテル・ビクトリア (ニューヨーク)

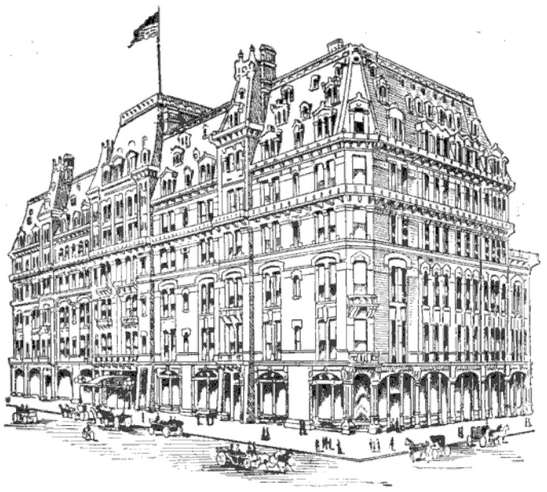
Hotel Victoria

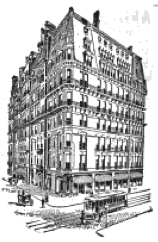
Hotel Victoria

ホテル・ビクトリア (Hotel Victoria) は、1877年にパーラン・スティーヴンス (Paran Stevens) が、アメリカ合衆国ニューヨーク州ニューヨーク市マンハッタンに建てたホテル。27丁目と28丁目、ブロードウェイ、5番街で囲まれたブロック全体を占めており、ブロードウェイと5番街という2本の目抜き通りの両方に面して入口を設けていた市内でも唯一のホテルであった。このホテルは、アメリカン・ホテル・ビクトリア・カンパニー (American Hotel Victoria Company) が所有していた。社長はジョージ・W・スウィーニー (George W. Sweeney)、支配人はアンガス・ゴードン (Angus Gordon) であった。1911年には、25万ドルをかけて改築、改装が施された。部屋の種類には、バス無し、バス付き、スイートがあり、宿泊料は1日1ドル50セントから6ドルであった。収容人員は500人であった。
このホテルは、1914年2月26日に廃業した。備品類は最終日に競売にかけられた。建物を解体した跡地には、オフィスとロフトからなる建物が建設された。